# 马西莫·泰比
馬西莫·泰比（義大利語：Massimo Taibi，1970年2月18日—）是義大利前足球運動員，職業生涯曾效力多支球隊，司職守門員，大多數時間效力於義大利球會。另外，他亦曾短期效力曼聯。

## 職業生涯

### 曼聯時期 （1999-2000）
泰比在1999年以450萬英鎊加盟曼聯，以填補舒梅切爾及當時正在受傷的首選及副選守門員：博斯尼奇及范德古。他在處子戰中對利物浦中，雖然因失誤被海皮亞頂入頭球，但在整場比賽中表現出色，獲選為當場最佳球員。亦因此成為正選守門員，但因對南安普敦時的一次「痾蛋」犯錯，令拿鐵斯入球而受盡千夫所指，其後他在其中一場賽事對切爾西中失掉五球，亦逐漸失去正選位置。